# Debattør
En debattør er en person som deltager i en debat.
I den offentlige debat i aviser, radio og TV ser og hører man ofte de samme debattører blande sig med læserbreve i aviserne og blive interviewet. De mest indflydelsesrige personer kaldes også for meningsdannere, da deres udsagn præger store dele af befolkningen. 

## Eksempler på tidligere og nuværende debattører
- Lisbeth Zornig Andersen
- Asger Baunsbak-Jensen
- Lars Hedegaard
- Anne Sophia Hermansen
- Ole Hyltoft
- Søren Krarup
- Ralf Pittelkow
- Christian Borrisholt Steen
- Bjørn Svensson
- Asger Aamund